# Папа Хиларије
Папа Хиларије (лат. Hilarius; Сардинија - Рим, 29. фебруар 468) је био 46. папа од 20. новембра 461. до 28. фебруара 468.